# Us and the Night
Us and the Night – szósty album studyjny amerykańskiego zespołu rockowego 3 Doors Down. Wydany został 11 marca 2016 przez wytwórnię płytową Republic Records.

## Lista utworów
Opracowano na podstawie materiału źródłowego.
| 1.  | "The Broken"          | 2:46  |
|     |                       |       |
| 2.  | "In the Dark"         | 3:43  |
|     |                       |       |
| 3.  | "Still Alive"         | 2:41  |
|     |                       |       |
| 4.  | "Believe It"          | 3:21  |
|     |                       |       |
| 5.  | "Living in Your Hell" | 3:48  |
|     |                       |       |
| 6.  | "Inside of Me"        | 3:45  |
|     |                       |       |
| 7.  | "I Don't Wanna Know"  | 3:24  |
|     |                       |       |
| 8.  | "Pieces of Me"        | 3:38  |
|     |                       |       |
| 9.  | "Love Is a Lie"       | 2:47  |
|     |                       |       |
| 10. | "Us and the Night"    | 3:59  |
|     |                       |       |
| 11. | "Fell from the Moon"  | 3:56  |
|     |                       |       |
|     |                       | 37:48 |
|     |                       |       |

## Twórcy
Opracowano na podstawie materiału źródłowego.
- Brad Arnold – wokal, kompozytor
- Chris Henderson – gitara, kompozytor
- Chet Roberts – gitara, kompozytor, edycja, programowanie
- Justin Biltonen – gitara basowa, kompozytor
- Greg Upchurch – perkusja, kompozytor
- Aron Friedman – instrumenty klawiszowe, programowanie
- Chris Lord-Alge – miksowanie
- Ted Jensen – mastering
- Nik Karpen – asystent
- Matt Wallace – inżynier, producent
- Ernesto Olvera – asystent inżyniera
- Marshall Bastin – asystent inżyniera

## Pozycje na listach
| Państwo           | Notowania (2016)          | Najwyższa pozycja |
| ----------------- | ------------------------- | ----------------- |
| Australia         | Album Top 50              | 34                |
| Austria           | Ö3 Austria Top 40         | 14                |
| Belgia (Flandria) | Ultratop 200 Albums       | 59                |
| Holandia          | Album Top 100             | 45                |
| Kanada            | Billboard Canadian Albums | 15                |
| Niemcy            | Top 100 Album             | 5                 |
| Stany Zjednoczone | Billboard 200             | 14                |
| Szwajcaria        | Alben Top 100             | 4                 |
| Wielka Brytania   | UK Albums Chart           | 60                |